# Tochisaurus
Genre
Espèce
Tochisaurus (signifiant « lézard autruche ») est un genre fossile de dinosaures théropodes du Crétacé supérieur retrouvé en Mongolie.
L'espèce-type, Tochisaurus nemegtensis, a été décrite par Sergei Kurzanov et Halszka Osmólska en 1991.
L'holotype, PIN 551-224, a été retrouvé dans une strate datée du début du Maastrichtien de la formation de Nemegt. Il est constitué de fragments du métatarse gauche.
Selon l'analyse des fossiles, Tochisaurus serait le premier membre de la famille des Troodontidae retrouvé en Asie.

## Histoire
En 1948, une expédition conjointe soviétique et mongole retrouve les restes d'un petit théropode dans le désert de Gobi, près de Nemegt.
En 1987, les fossiles sont décrits par Sergei Kurzanov ainsi que, plus tard la même année, par Halszka Osmólska. Cette dernière affirme qu'ils pourraient appartenir au genre Borogovia.
Plus tard, Osmólska comprend qu'il a affaire à une nouvelle espèce. Cette dernière est formalisée en 1991 sous le nom de Tochisaurus nemegtensis. Le nom générique est tiré du mongol toch' (« autruche »), référant à la forme du pied qui, comme celle de cet oiseau, est dactylique, c'est-à-dire que le poids repose sur seulement deux orteils. Le nom spécifique fait référence à Nemegt.